# 190-ті
Вбивство імператора Римської імперії Коммода в 192 призвело до року  п'яти імператорів та початку затяжної громадянської війни. На кінець війни імператором утвредився Септімій Север.